# Juan José Urquizu Sustaeta
Juan José Urquizu Sustaeta   (Ondarroa, 24 de juny de 1901 - Ondarroa, 22 de novembre de 1982) va ser un futbolista basc de la dècada de 1930 i entrenador.
Durant la seva carrera defensà els colors de Reial Madrid, Athletic Club i Barakaldo CF. Va participar amb el RCD Espanyol a la gira que el club va fer per Sud-amèrica.
Trajectòria com a entrenador:
- 1940–1947 Athletic Club
- 1947 Barakaldo CF
- 1948–1950 Reial Oviedo
- 1950–1952 Barakaldo CF
- 1952–1954 Reial Múrcia CF
- 1956–1958 Llevant UE
- 1962–1963 CD Ourense
- 1963–1964 Alavés